# انویژن (فضاپیما)
انویژن (به انگلیسی: EnVision) نام مأموریتی مداری به زهره است که توسط آژانس فضایی اروپا در حال توسعه است و برنامه‌ریزی شده تا تصاویر با کیفیت بالای راداری را تهیه کند و مطالعات اتمسفری انجام دهد. انویژن طراحی شده‌است تا به دانشمندان در درک ارتباط بین فعالیت‌های زمین‌شناسی و جو کمک کند و اینکه چرا زمین و زهره چنین مسیر تکاملی متفاوتی را پیش گرفته‌اند. این کاوشگر به عنوان پنجمین مأموریت محیطی (M5) چشم‌انداز کیهانی آژانس فضایی اروپا در ژوئن ۲۰۲۱ انتخاب شد و پرتاب آن برای سال ۲۰۳۱ برنامه‌ریزی شده‌است. این مأموریت در همکاری با ناسا انجام خواهد شد، هرچند میزان مشارکت آن‌ها در این مأموریت هنوز در حال بررسی است.